# Guariento di Arpo

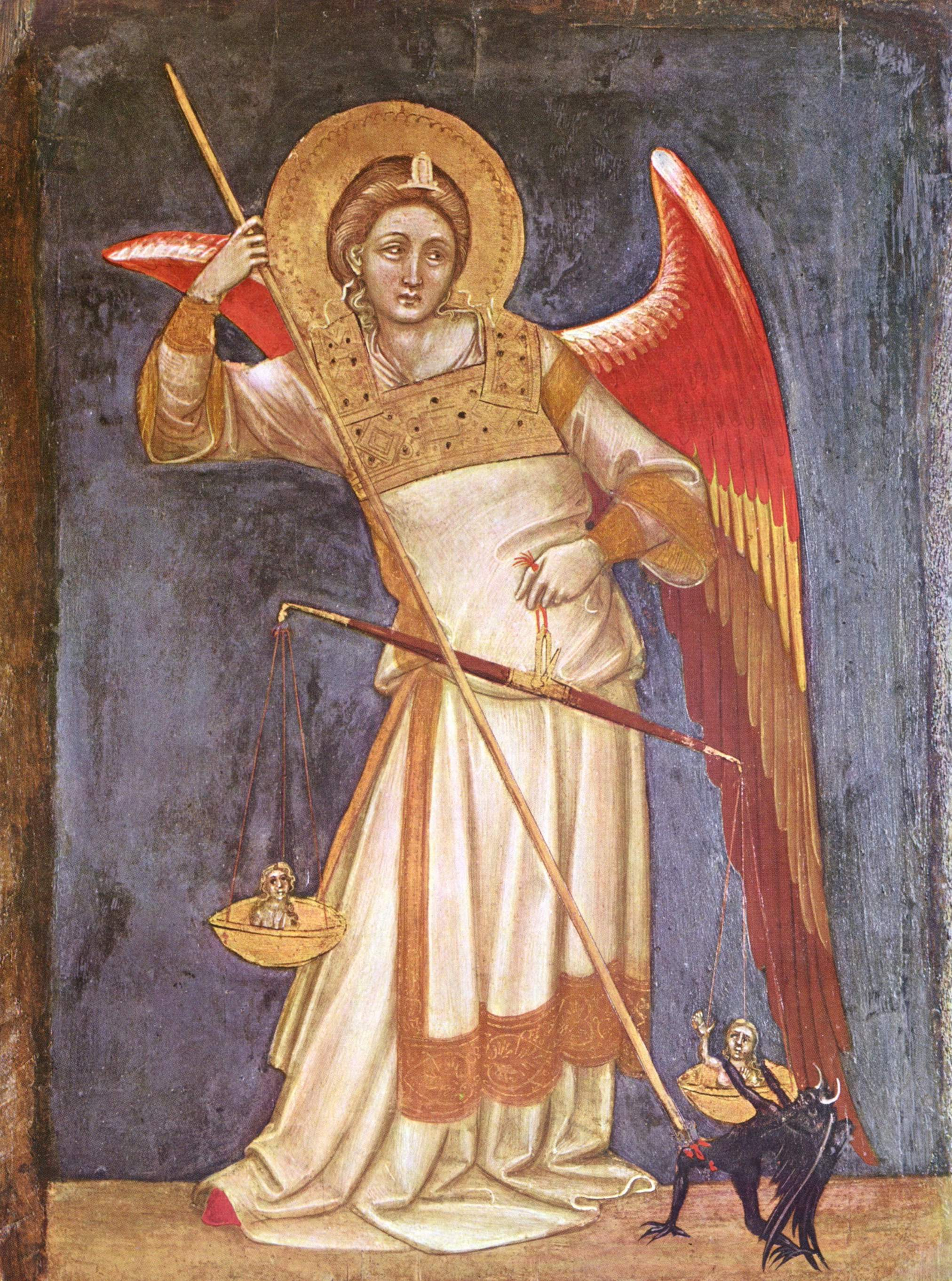
Angelo, Museo Cívico de Padua.

Guariento di Arpo, Guariento d'Arpo o a veces mal llamado "Guerriero" (originario probablemente de Piove di Sacco (provincia de Padua), 1310/1320-Padua, 1368/1370), es un pintor italiano nombrado así por haber pintado el ciclo de los ángeles de Guariento en la Capilla privada de los Carraresi de Padua, unas figuras longilíneas y sinuosas típicas de la angeología medieval, todavía gótica, a la manera del estilo bizantino y de la escuela giotesca, influenciada además por Venecia.

## Biografía

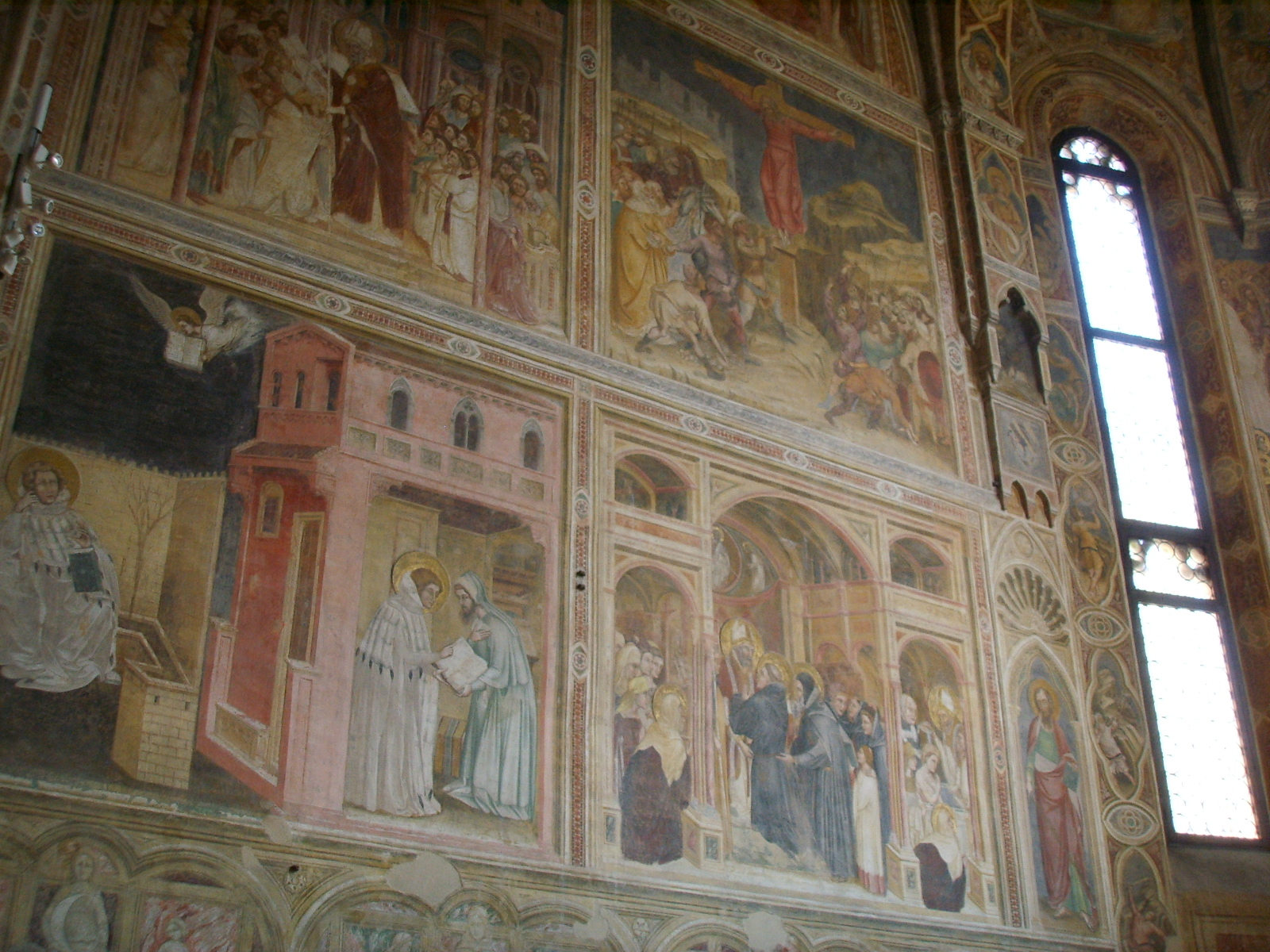
Frescos de la iglesia de los Eremitas (Padua). Historias de San Felipe y San Agustín.

- Escenas de la vida de Cristo, Arcángeles, Museo Cívico de Padua.
- La Coronación de la Virgen rodeado por las jerarquías celestes también conocido como el Paraíso (1365), destruido por un incendio el 20 de diciembre de 1577, Sala del Gran Consejo del Palacio de los Dogos de Venecia.
- Batalla de Spoleto, Palacio de los Dogos de Venecia.
- Frescos de la capilla de San Nicolás de la iglesia de los Dominicos de Bolzano, hoy destruida.
- Cabeza de querubín, Museos Cívicos de Pavía
- Frescos de la iglesia de los Eremitas de Padua con alegorías de los planetas, un Ecce Homo, Vida de San Augustín,...
- Retablos en el Norton Simon Museum de Los Ángeles.
- Retablo en el Museo diocesano de Milán
- Madonna de la Humildad, Getty Center, Malibú
- Virgen con Niño, Metropolitan Museum of Art, Nueva York
- Crucifijo, única obra firmada, Museo de Bassano del Grappa, de cuidada factura y por encima del método tradicional del oficio, que hace considerar a Guariento en la escuela seguidora de Cimabue.

El pintor está enterrado en la iglesia de San Bernardino de Padua.

## Otras imágenes del Museo Cívico de Padua

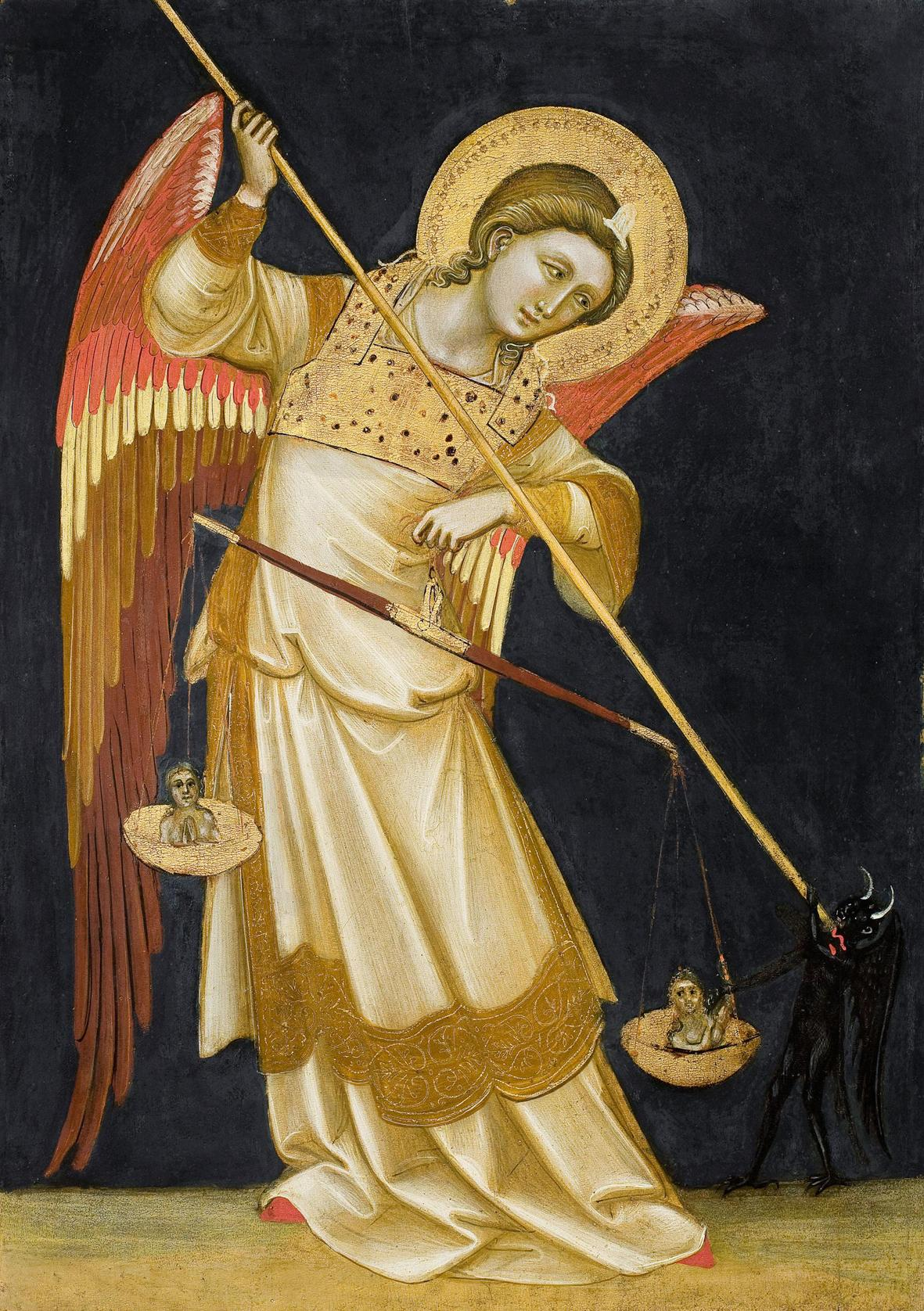
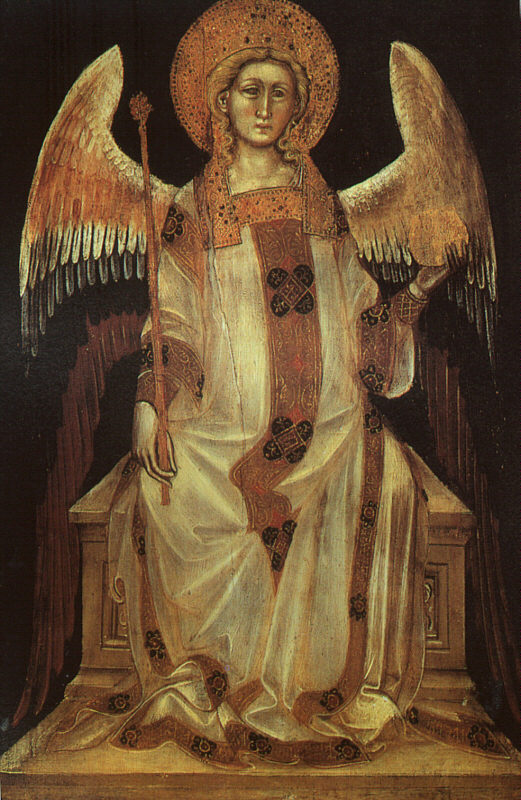
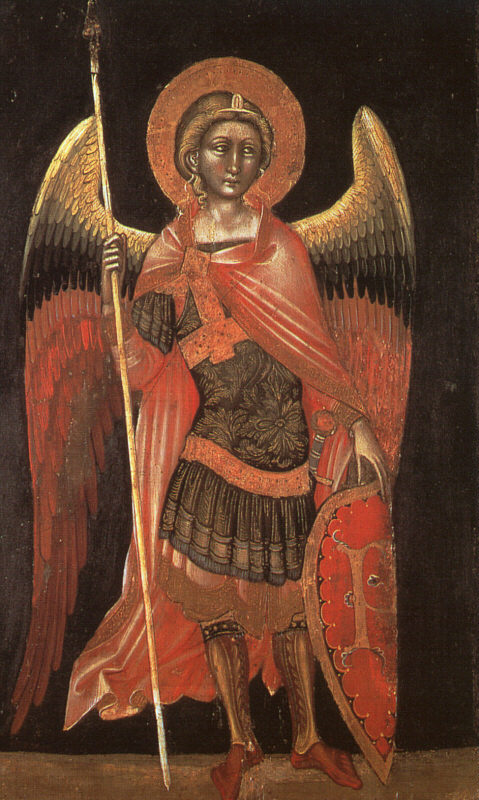
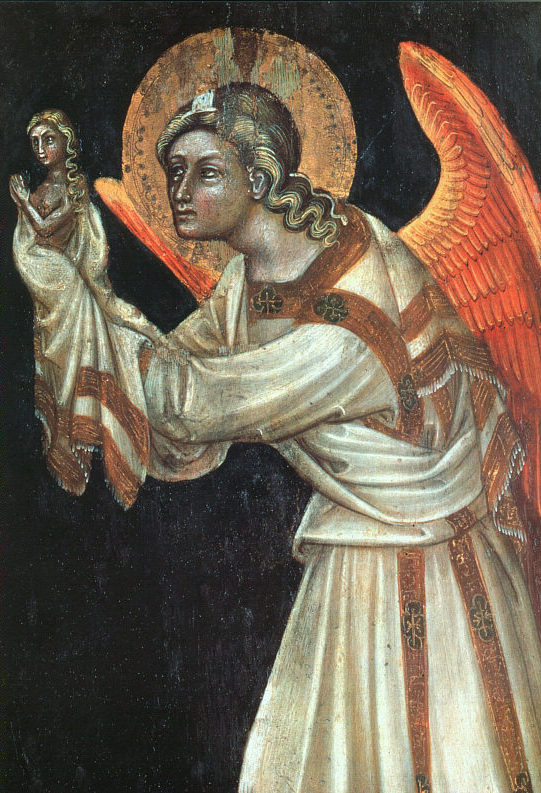